# Station Albrechtsdorf
Station Albrechtsdorf was een spoorwegstation in de Poolse plaats Karszno aan de lijn van de Randower Kleinbahn van Stöven (Stobno) naar Neuwarp (Nowe Warpno). De plaats lag voor 1945 in Duitsland en heette toen Albrechtsdorf. De spoorlijn is in 1945 door het Rode Leger afgebroken en als herstelbetaling naar de Sovjet-Unie getransporteerd. 